# Нераште
Нераште (мкд. Нераште) је насеље у Северној Македонији, у северном делу државе. Нераште припада општини Теарце.

## Географија
Насеље Нераште је смештено у северном делу Северне Македоније. Од најближег већег града, Тетова, насеље је удаљено 18 km северно.
Нераште се налази у доњем делу историјске области Полог. Насеље је положено у северном делу Полошког поља. Око насеља пружа се поље, а даље ка западу се издиже Шар-планина. Надморска висина насеља је приближно 520 метара.
Клима у насељу је умерено континентална. 

## Становништво
Нераште је према последњем попису из 2002. године имало 3.485 становника.
Претежно становништво у насељу су Албанци (99%).
Већинска вероисповест је ислам.